# Біогенні аміни
Біогенні аміни — це біогенні речовини з одною або декількома аміногрупами. Вони утворюються в організмах тварин та рослин шляхом декарбоксилювання амінокислот чи додаванням аміногрупи до кетонів та альдегідів.

## Біогенні аміни в харчових продуктах
Біогенні аміни можна знайти у всіх продуктах харчування що містять білки або вільні амінокислоти, таких як рибні, м'ясні, молочні продукти, вино, пиво, овочі, фрукти, горіхи і шоколад. В більшості продуктів наявність біогенних амінів свідчить про те, що даний продукт зіпсувався і є непридатним для вживання його в їжу. У кисломолочних продуктах можна очікувати наявність багатьох видів мікроорганізмів, деякі з них здатні виробляти біогенні аміни.
Біогенні аміни відіграють важливу роль як джерело азоту і є попередниками для синтезу гормонів, алкалоїдів, нуклеїнових кислот, білків та ін. Однак харчові продукти, що містять велику кількість біогенних амінів можуть бути токсичними.

## Приклади
- Гістамін — речовина, отримана з амінокислоти гістидину, виконує функцію вазодилатації, діє як нейромедіатор.
- Серотонін — нейромедіатор, походить від амінокислоти триптофану, відіграє важливу роль в регуляції настрою, сну, апетиту і сексуальності.

### Катехоламіни нейротрансмітери
- Норадреналін — нейротрансмітер, бере участі у регуляції сну і неспання, уваги і харчової поведінки, гормон стресу.
- Епінефрин (адреналін) — наднирниковий гормону стресу, а також нейромедіатор присутній на низьких рівнях головного мозку.
- Дофамін — нейромедіатор залучений в мотивації, нагороди, наркоманії, поведінкових арматури і координації тілесне рух.